# Злодії (роман)
Злодії (яп. 盗賊, Tōzoku) — дебютний роман японського письменника Юкіо Мішіми, що його було опубліковано 20 листопада 1948 року у видавництві Shinkosha.
У творі поділеному на шість розділів, розповідається про двох молодих аристократів, які через нерозділене кохання захоплюються самогубством.
Через спільне бажання вони закохуються і одружуються. У першу шлюбну ніч вони здійснюють романтичне подвійне самогубство. Мішіма, який на момент написання роману був студентом юридичного факультету, значною мірою надихався книгою "Бал графа д'Оржеля" Раймона Радіге.
Книга здобула місцеву популярність у Токіо, але лише після виходу наступного роману «Сповідь маски» (1949) Мішіма здобув міжнародну славу за одну ніч. Рецензенти і сам Мішіма відтоді називали «Злодіїв» «незайманим твором», який не має тієї психологічної глибини та впливу, за які автор згодом стане відомим.
Через незначне місце у творчості Мішіми, «Злодії» не були перекладені донині. Навіть у Японії час від часу перевидаються лише кілька примірників.

## Сюжет

### Розділ 1. Початок історії
У 1930-х роках Акіхіде, син віконта Фуджімури, закінчує літературний факультет і починає викладати. Одного разу в літку Акіхіде. Одного літа він їде з матір'ю на канікули на плато Шіґа і знайомиться з подругою своєї матері, пані Харадою та її донькою Мейко. Мейко та Акіхіде довго гуляють разом і філософствують про життя, аж поки одного дня Акіхіде не закохується в неї по вуха. Коли їхні матері йдуть на танці і залишають дітей самих, Мейко та Акіхіде займаються сексом.
Трохи згодом пані Фуджімура дізнається про любовний зв'язок свого сина та хоче влаштувати його весілля з Мейко. Вона приходить до батьків дівчини щоб обговорити ситуацію.
Вільнолюбна Мейко, яка вже перебуває у стосунках з іншим чоловіком, від самого початку не мала наміру виходити заміж за Акіхіде. Вона навіть не здогадується про його почуття до неї. Сім'ї Фуджімура та Харада сваряться, і хоча Акіхіде не пориває стосунків з Мейко, вони стають дедалі більш віддаленими.
Одного дня Мейко несподівано запрошує Акіхіде до себе, що знову підживлює його сподівання на весілля з нею. У будинку родини Харада також перебуває Міяке — випускник старший за героїв на два роки, який отримав у спадок фірму своїх батьків та переїхав до Тайваню.З'ясовується, що запрошення Акіхіде було його ініціативою, бо він хотів зустрітися зі своїм старим другом. До того ж, Акіхіде дізнається, що Мейко та Міяке переспали під час його короткого візиту.
Ображений, він знову їде.

### Розділ 2. Загадковий вплив смерти

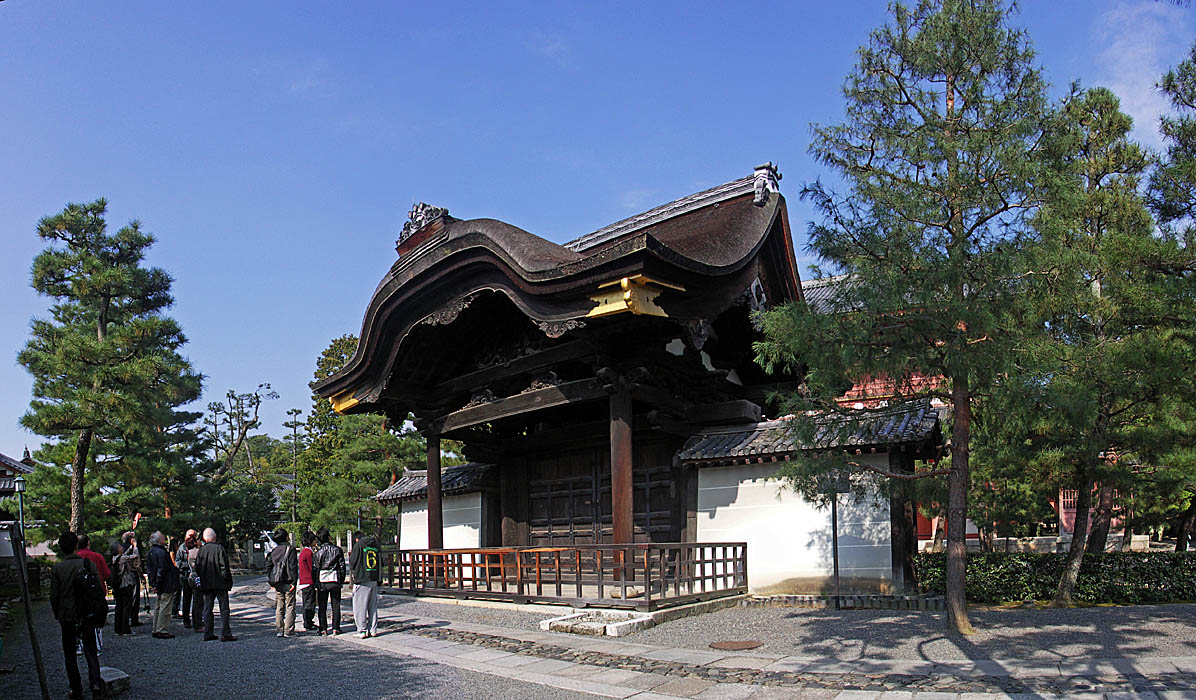
Храмовий комплекс Дайтоку

Акіхіде їде до храмового комплексу Дайтоку-дзі в Кіото, організовувати панахиду за померлим дідусем від імені свого батька, який захворів. На зворотному шляху він зупиняється у готелі в районі Санномія міста Кобе, щоб переночувати. Близько двадцятої години він чує дивний звук, що долинає з вулиці. Коли він виглянув назовні то побачив декілька трупів посеред вулиці, яких переїхала карета. Цієї ночі Акіхіде більше не зміг заплющити очей через гнітюче відчуття присутности смерти. Вранці, йдучи до міської гавані, він вирішує померти.

### Розділ 3. Зустріч
Повернувшись до Токіо, Акіхіде приєднується до літературного гуртка герцога Мацушіти.Барон Ямаучі, старий знайомий родини Фуджімура, дізнається про вступ Акіхіде до клубу та планує покращити свої відносини з його родиною. Під час церемонії у храмі Ямаучі відвідує кружок та приводить свою доньку Кійоко з собою. Акіхіде зав'язує розмову з Кійоко та відчуває дивний зв'язок з нею, незважаючи на те, що дівчина дуже мовчазна.
Згодом Акіхіде дізнається, що Кійоко так само як і він, бореться з думками про самогубство та хотіла б, щоб ця зустріч стала останньою. Їхні історії дуже схожі: один гарний молодик Саекі розбив серце дівчини, що викликало в неї бажання померти. Акіхіде вважає їхню зустріч знаком долі та вони вирішують здійснити подвійний суїцид.

### Розділ 4. Планування 1/2
У наступні дні Кійоко та Акіхіде дедалі частіше говорять про події власних життів та бажання померти. Влітку Акіхіде запрошує сім'я Ямаучі на свою віллу в Каруїзаві. Під час велосипедної прогулянки на ферму Козу та пікніка Акіхіде та Кійоко все більше зближуються і цілуються. Вони з радістю усвідомлюють, що закохалися.

### Розділ 5. Планування 2/2
Молодята розповідають батькам про своє кохання. Оскільки барон Ямаучі та пані Фуджімура мають роман, вони спочатку вагаються, чи погоджуватися на шлюб дітей, але завдяки ініціативі Ніікури, друга Акіхіде, пані Фудзімура розуміє відданість сина і дає згоду на весілля.

### Розділ 6. Розв'язка
Одного прохолодного листопадового дня Кійоко та Акіхіде проводять свою весільну ніч разом у рьокані. Після того як вони переспали, вони ще раз зізнаються одна одному у коханні, Акіхіде дістає свій чорний, матовий ніж з сумки, який був подарунком його матері на весілля. Вони кохаються востаннє, перш ніж спочатку Акіхіде, а потім Кійоко перерізають собі гортані і стікають кров'ю в обіймах одне одного, виконуючи Шінджю.
Родичі з обох сторін не бачать причин для раптової смерти молодят окрім тої, що вони були «занадто щасливі одна з одним». Мейко та Саекі зустрічаються на похороні головних героїв. Щойно побачивши одне одного, вони помічають в очах одне одного «жахливу, знайому розгубленість» і з жахом відступають назад. Вони відчувають, що Акіхіде і Кійоко померли «вічною, прекрасною смертю» і — «як злодії» — вкрали у них можливість пережити те саме почуття.

## Історія створення

### Натхнення та теми твору
У «Злодіях» Мішіма переживав біль розлуки з Куніко Мітані, коханою з дитинства. Він планував одружитися з нею, але зрозумів, що вона заручена з іншим чоловіком.Вона також стала натхненням для образу Соноко в наступному романі Мішіми «Сповідь маски», — писав він у листі до знайомого:
|                                                                                  | Якби я не написав про неї (Мітані), мене б уже не було серед живих |
| — Юкіо Мішіма,1949, Persona: A Biography of Yukio Mishima ISBN 978-1-61172-008-2 |                                                                    |

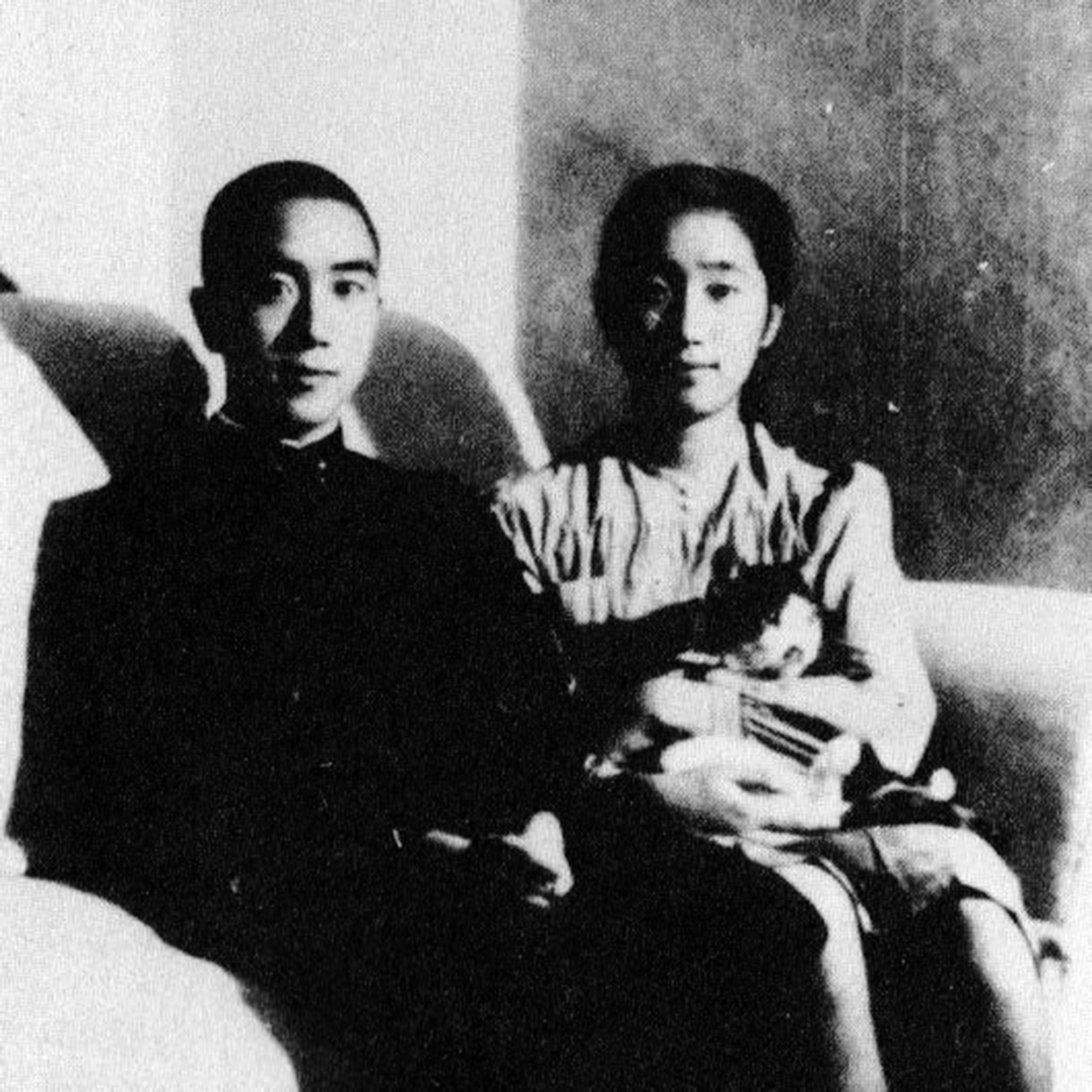
Юкіо Мішіма з сестрою Міцуко

Ще одна травма, з якою Мішіма мав справу у «Злодіях», — це смерть його молодшої сестри Міцуко, яка померла від тифу невдовзі після того, як випила неочищеної водопровідної води. Мішіма втішає себе насамперед романтизованим зображенням смерті: як і в оповіданні «Акіхіде і Кійоко», тепер вона померла «вічною, прекрасною смертю».
Крім того, метою Мішіми було зобразити «психологічні наслідки війни в мирний час за допомогою любові».
У романі є кілька психічно розгублених персонажів, які випадково коментують ситуації літературними цитатами, але ледве здатні сформувати цілеспрямовану думку. Зокрема, часто цитується роман Раймона Радіге «Бал графа д'Оржеля». Мішіма використовував персонажів роману, щоб поглинути власний розгублений стан після травматичних подій 1945 року, під час яких, за його власними словами, він переважно знаходив притулок у навчанні та літературі.До травматичних подій належать розлука з Мітані, смерть сестри та політичне самогубство його наставника Дзенмея Хасуди.

### Процес створення
«Злодії» писалися Мішімою поетапно з 1946 по 1948 рік. Основною причиною тривалої роботи над твором була його юридична освіта, яку він закінчив у листопаді 1947 року з найвищими оцінками, та нетривала робота юристом у Міністерстві фінансів.
Формуючий вплив на творчий процес мав його наставник Ясунарі Кавабата, якому Мішіма подавав свої рукописи на критику. Його метою було «написати шедевр, за допомогою якого я представив би інший погляд на шедевр Радіге». Пізніше Мішіма описав своє бажання як «наївне» і «невдале»:
| | "Мій методичний підхід до "Tōzoku" полягав у тому, щоб імітувати "Бал графа д'Оржеля" Радіґе. Але, чесно кажучи, всі літературні впливи, які я взяв з роману, були включені в готовий твір у заплутаний і незрозумілий спосіб. Жоден читач не зрозумів би моєї мети, якби я не пояснив її. У будь-якому випадку, мій перший роман - це пригодницька подорож, але без будь-якої майстерності". |
| — Юкіо Мішіма, 1953, Definitive Edition Yukio Mishima Complete Works Vol. 28, Review 3. Shinchosha. березень 2003. S. 93-97. ISBN 978-4106425684. | |

### Хронологія публікацій
З 1947 по 1948 рік кожен розділ — за винятком розділу 6 — публікувався з перервами в окремих журналах:
- Оповідання «Суїцидальні думки» з'явилося в грудневому номері журналу «Додзінші» за 1947 рік. Пізніше воно було перероблене і стало Розділом 2: «Таємничий ефект смерти».
- У лютневому номері журналу «АМ» за 1948 рік було опубліковано оповідання «Кінець кохання», яке пізніше було перероблене і стало розділом 1 «Початок історії».
- Оповідання «Зустріч» з'явилося у березневому номері журналу «Шіншіо» за 1948 рік і згодом стало Розділом 3 «Зустріч».
- У березневому номері журналу «Нова література Канто» за 1948 рік з'явилося оповідання з Кадзю, яке пізніше було перероблене на «Розділ 5: Планування 2/2».
- Розділ 4: Планування 1/2 спочатку був оповіданням «Естетичне споживання» в жовтневому номері журналу латературної конференції Токіо.

Розділ 6 «Розв'язка» був переписаний для роману і не був опублікований у жодному журналі. Слід також зазначити, що окремі історії в журналах були набагато коротшими і неадаптованими версіями фінальної версії роману. Серед іншого, вони щоразу розповідали про нових героїв. Мішіма також вніс значні зміни до змісту роману, частково тому, що йому більше не подобалися старі рішення, а частково для того, щоб «зберегти роман свіжим».
Повне видання «Злодіїв» було опубліковане видавництвом «Сінкоша» 20 листопада 1948 року, а видання в м'якій обкладинці вийшло 30 квітня 1954 року у видавництві «Сінчо» обмеженим тиражем у комплекті з новим, довгоочікуваним романом Мішіми "Звук хвиль".

## Критика

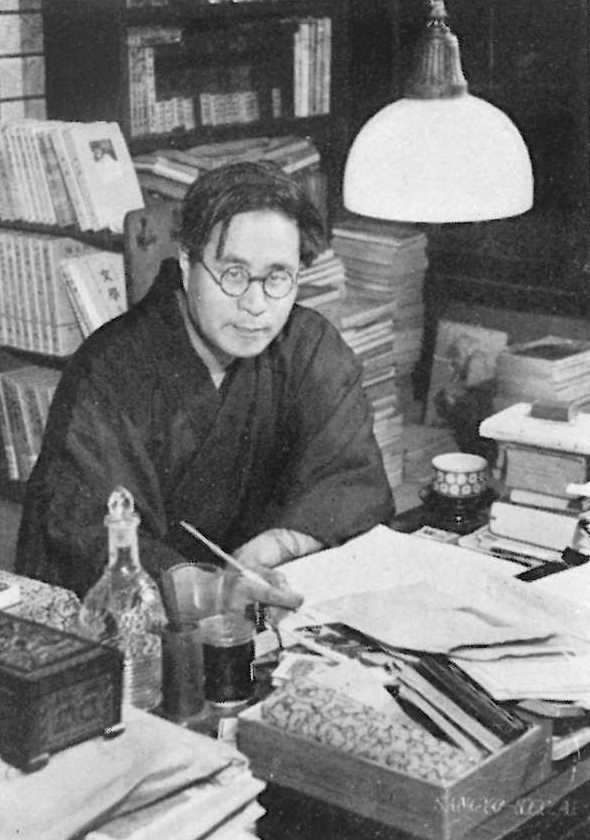
Такеда Тайджун

«Злодії» непогано продавалися в Токіо, але резонансу майже не викликали. Знадобився ще один роман, «Сповідь маски», щоб Мішіма здобув міжнародну славу. Відгуки на той час варіювалися від прихильних до змішаних. Однак дедалі частіше з'являється тенденція розглядати «Злодіїв» не стільки як самостійний твір, скільки як вступ до справжньої творчости Мішіми.
Такеда Тайджун писав, що «Злодії» — це «дивовижна книга», яка «має мало спільного з дитинством». З літературної точки зору це нормально, але з біографічної точки зору вона «цікава», оскільки «автор залишає численні підказки для аналізу свого розуму». Звичайно, роман «все ще хиткий», але він поважає його «як скарбницю для пізніших творів пана Мішіми».
Коїчі Ісодавважає «почуття втрати спорідненої душі та відчуття відсутности перспективи в молодости», яке сам Місіма відчував у післявоєнний період, «мужнім, особливо в його молодому віці». На думку Ісоди, «Злодії» були «помстою післявоєнній прогресивній думці, яка наголошувала на чистому гуманізмі та намагалася викорінити егоїзм».